# Ilga
Pour l'association internationale, voir ILGA.
L'Ilga (en russe : Илга) est une rivière de Russie qui coule dans l'oblast d'Irkoutsk en Sibérie orientale. C'est un affluent de la Léna en rive gauche.

## Géographie
L'Ilga a une longueur de 320 kilomètres. Son bassin versant a une superficie de 10 400 km2 (surface de taille comparable à celle du département français de la Dordogne, ou encore à celle de l'ensemble de la Suisse romande).
Son débit moyen à l'embouchure est de 44 m3/s. 
L'Ilga prend sa source dans les hauteurs méridionales du plateau de la Léna, partie sud-est du grand plateau de Sibérie centrale, située entre les Monts Baïkal à l'est, et le cours supérieur de la rivière Angara à l'ouest. Après sa naissance, la rivière coule d'emblée en direction du nord au travers de la taïga, parallèlement au cours de la Léna, mais à l'ouest de celle-ci. Dans son cours inférieur, elle s'incline légèrement vers le nord-nord-est, ce qui la rapproche progressivement du fleuve. Elle finit ainsi par atteindre la Léna en rive gauche au niveau de la localité d'Oust-Ilga, 25 kilomètres en aval de la ville de Jigalovo. 
L'Ilga gèle au mois de novembre, et reste prise dans les glaces jusqu'au début du mois de mai.  

## Hydrométrie - Les débits mensuels à Polovinny
L'Ilga est un cours d'eau moyennement abondant. Son débit a été observé pendant 23 ans (durant la période 1936-1964) à Polovinny, station hydrométrique située à 24 km de sa confluence avec la Léna, à une altitude de 416 mètres. 
À Polovinny, le débit inter annuel moyen ou module observé sur cette période était de 34,3 m3/s pour une surface drainée de 7 960 km2, soit 76 % de la totalité du bassin versant de la rivière qui en compte 9 500.
La lame d'eau écoulée dans ce bassin versant se monte ainsi à 136 millimètres par an, ce qui est satisfaisant, du moins dans le contexte des tributaires de la Léna. 
Rivière alimentée en partie par la fonte des neiges, mais surtout par les pluies de la saison été-automne, l'Ilga est un cours d'eau de régime pluvio-nival qui présente deux saisons. 
Les hautes eaux se déroulent du printemps au début de l'automne, d'avril-mai à octobre, avec un sommet très net en mai correspondant au dégel et à la fonte des neiges. En juin le débit baisse puis se stabilise tout au long de l'été jusqu'en septembre. Durant toute cette période, les débits sont bien soutenus, ce qui traduit les précipitations de l'été. Au mois d'octobre puis de novembre, le débit de la rivière baisse rapidement, ce qui mène à la période des basses eaux. Celle-ci a lieu de la mi-novembre à la mi-avril et correspond à l'hiver avec ses puissantes gelées qui s'étendent sur toute la région.  
Le débit moyen mensuel observé en mars (minimum d'étiage) est de 8,09 m3/s, soit plus de 8 % du débit moyen du mois de septembre (97,1 m3/s), ce qui témoigne de l'amplitude modérée - pour la Sibérie - des variations saisonnières. Mais ces écarts peuvent être beaucoup plus importants suivant les années. Ainsi sur la durée d'observation de 23 ans, le débit mensuel minimal a été de seulement 0,96 m3/s en mars 1959, tandis que le débit mensuel maximal s'élevait à 186 m3/s en mai 1936 et en mai 1956.
En ce qui concerne la période libre de glace (de mai à septembre inclus), toujours sur cette période de 23 ans, le débit minimal observé a été de 9,74 m3/s en septembre 1958 et de 10,5 m3/s en juillet de la même année - année particulièrement sèche dans la région -, ce qui restait malgré tout assez consistant.  